# Canada Water (stanice metra v Londýně)

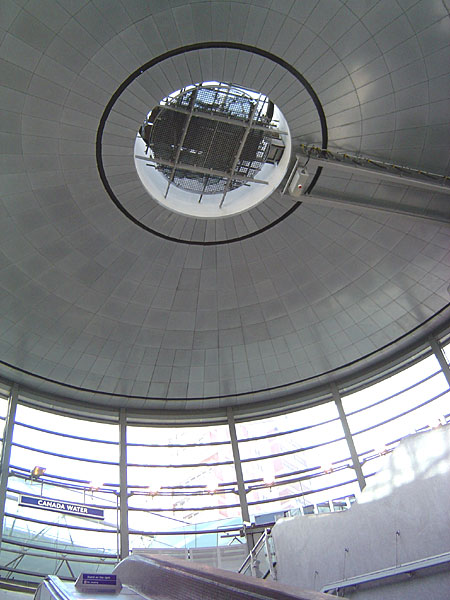
Pohled na vnitřní část vestibulu stanice

Canada Water je přestupní stanice londýnského metra. Nachází se na Jubilee Line, v jejím nejnověji dobudovaném úseku, a na East London Line. Otevřena byla roku 1999.

## Charakter stanice
Stanice se přesněji nachází ve čtvrti Rotherhithe, která se rozkládá jihovýchodním směrem od centra metropole. Celá stanice (obě její nástupiště) byla vybudována v roce 1999 na místě původních Albionských doků. Okolí stanice tvoří dnes sice již zabrané, avšak nikoliv využité pozemky.
Canada Water je podzemní, hloubená stanice. Její podzemní část je tak velká, že by mohla pojmout jeden z nedalekých mrakodrapů. Stanici tvoří dvě nástupiště, horní boční a spodní ostrovní. Každé slouží své lince. Obě jsou propojené eskalátory.
Nejvíce charakteristickým prvkem celé stanice je její povrchový vestibul, tvořící velký prosklený válec o šířce 25 m. Ten umožňuje průnik denního světla přímo na nástupiště samotné stanice, což je společný prvek pro mnoho stanic na traťovém úseku Jubilee Line z roku 1999. Ztvárnění vestibulu je parafrází podobné, starší stanice s názvem Arnos Grove. Součástí vestibulu je i prosklený autobusový terminál, který navrhla česká architektka žijící v Londýně, Eva Jiřičná.